# Dunkirk (Ohio)
Dunkirk – wieś w USA, w stanie Ohio, w hrabstwie Hardin.
Liczba mieszkańców w 2000 roku wynosiła 952.